# Schizotetranychus kreiteri
Schizotetranychus kreiteri är en spindeldjursart som beskrevs av Flechtmann 1999. Schizotetranychus kreiteri ingår i släktet Schizotetranychus och familjen Tetranychidae. Inga underarter finns listade i Catalogue of Life.